# Punkt świetlny
Punkt świetlny – oprawa oświetleniowa wraz ze źródłami światła. Punkt świetlny nie obejmuje sobą konstrukcji wsporczej (nośnej).